# (9372) Vamlingbo
(9372) Vamlingbo est un astéroïde de la ceinture principale.

## Description
(9372) Vamlingbo est un astéroïde de la ceinture principale. Il fut découvert le 19 mars 1993 à La Silla par le programme UESAC. Il présente une orbite caractérisée par un demi-grand axe de 2,88 UA, une excentricité de 0,08 et une inclinaison de 2,6° par rapport à l'écliptique.

## Compléments